# Macbeth (Verdi)

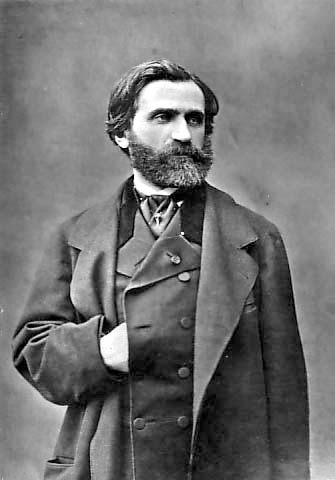
Giuseppe Verdi

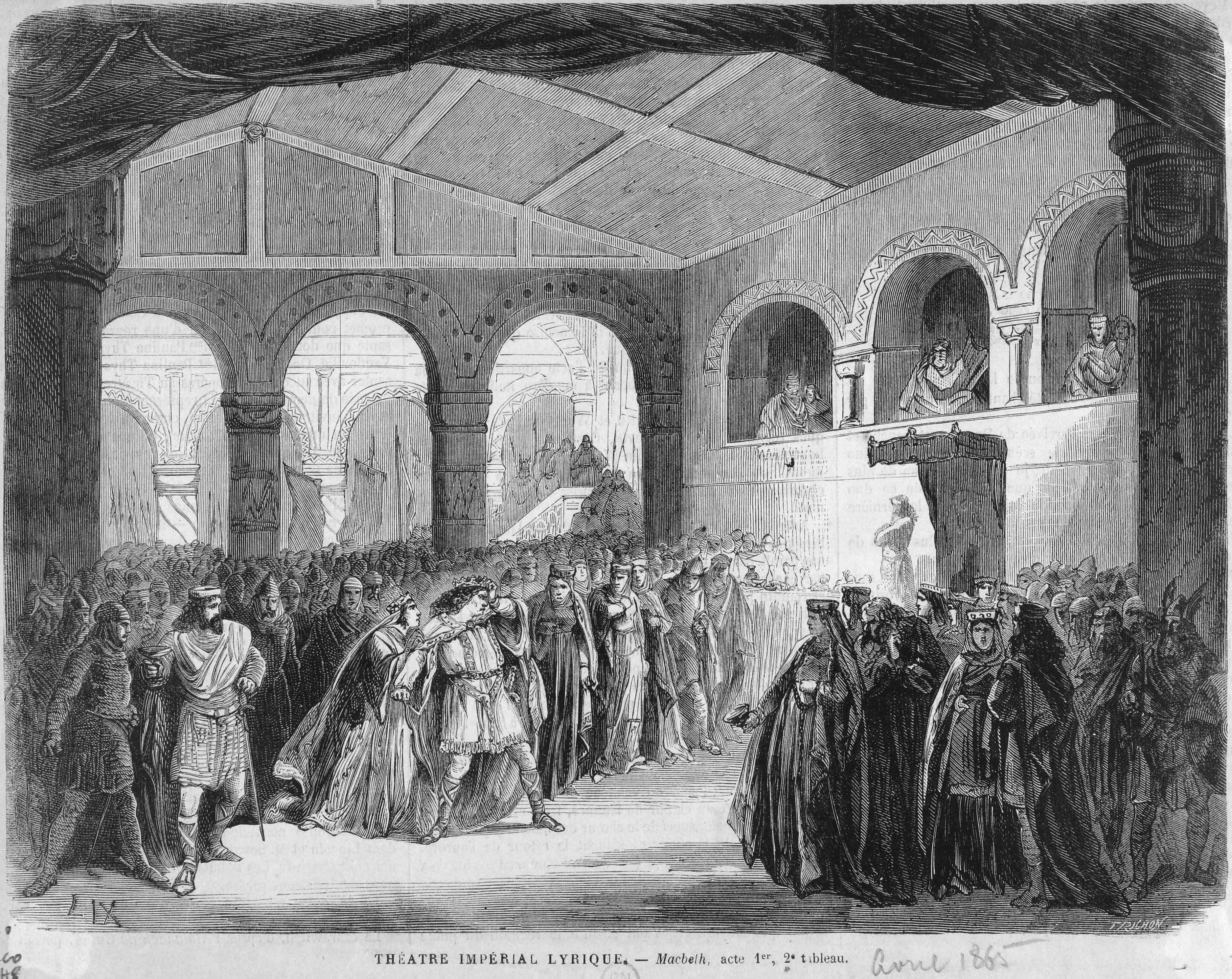
Samtida tidningsillustration visar akt 1, scen 2 från den franska urpremiären 1865.

Macbeth är en italiensk opera i fyra akter från 1847 med musik av Giuseppe Verdi. Libretto av Francesco Maria Piave efter Shakespeares drama med samma namn.

## Historia
Operan är en av Verdis tre Shakespeareoperor tillsammans med Otello och Falstaff.
Macbeth var en stor utmaning för Verdi, och innehåller flera experimentella ansatser i partituret, till exempel ledmotiv. Även om operan följer den konventionella formen med arior, duetter, ensembler och finaler så finns det visst nytänkande i den. Bland annat blev recitativen viktiga, till skillnad från tidigare operor där de mest fanns med mest som en transportsträcka till nästa aria. Librettot följer Shakespeares text mycket nära, något som Verdi var oerhört noga med. Verdi skrev i stort sett hela librettot själv såtillvida att han inte bara valde de scener som skulle användas utan även utarbetade prosalibrettot, som till stora delar var en direkt översättning av Shakespeare. Piaves insats begränsade sig till att han skrev om den till vers. 
Macbeth hade urpremiär 14 mars 1847 i Florens på Teatro della Pergola med kompositören själv som dirigent och därefter i New York 1850 och Dublin 1859. Premiären blev en stor succé men verket kritiserades ur genrespecifik synvinkel: det saknades en ledande tenorroll och en kärlekskonflikt, något som var mycket ovanligt i den italienska 1800-talsoperan.
Verdi omarbetade operan inför uruppförandet på franska i Paris år 1865 på Théâtre Lyrique genom att lägga in det balettinslag som var så gott som obligatoriskt i den franska huvudstaden.
Den svenska premiären ägde rum på Stockholmsoperan den 29 april 1852 med en version i svensk översättning av C.V.A. Strandberg och den iscensattes åter med premiär den 15 oktober 1921 i nyöversättning av Helmer Key och den 9 oktober 1947. Birgit Nilssons första stora roll var som Lady Macbeth år 1947  - efter inhopp som Agathe i Friskytten 1946.
Den sattes upp på Göteborgsoperan med premiär den 2 februari 2008.

## Verdi och Shakespeare

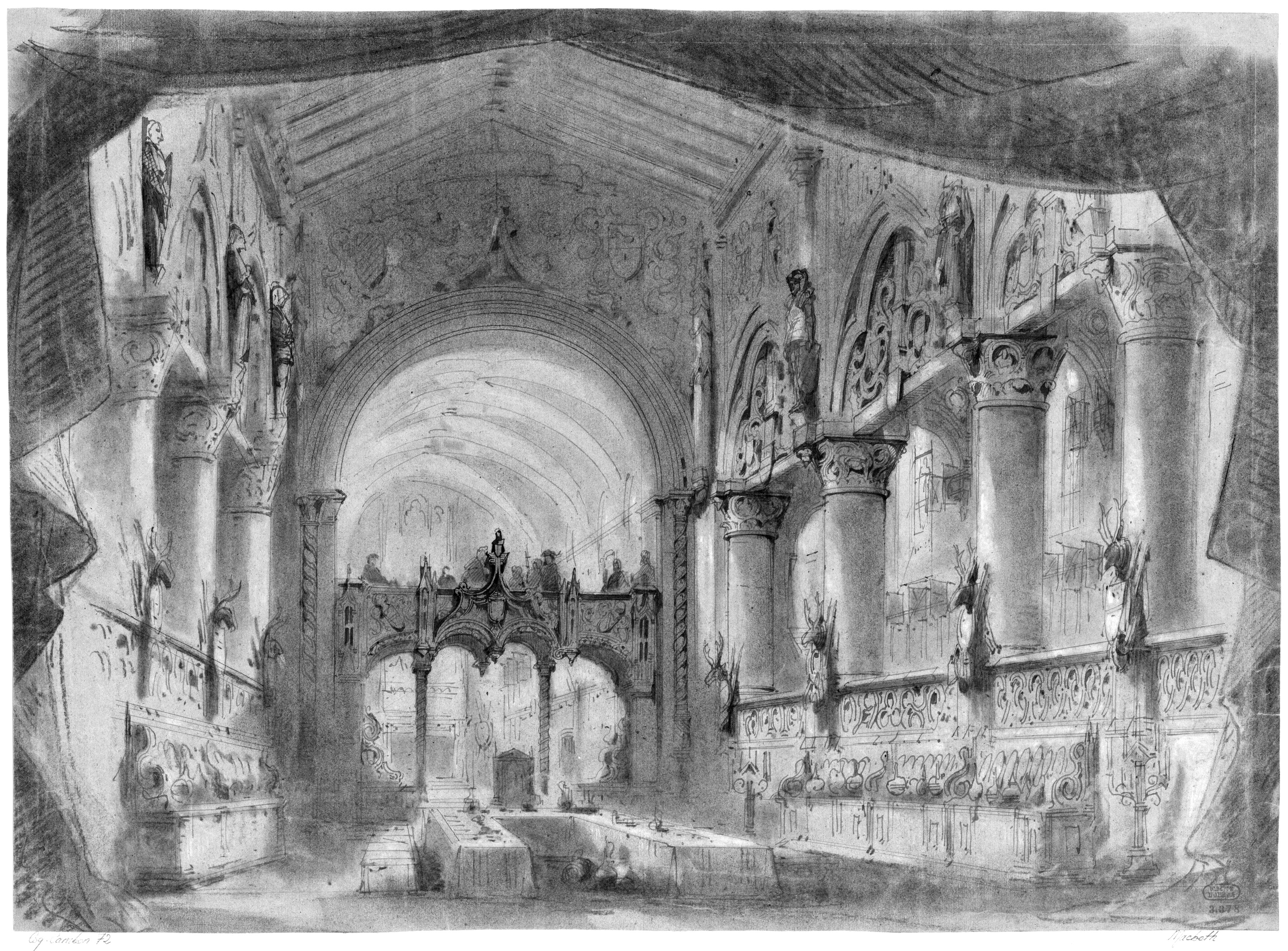
Franska urpremiären: akt 2, scen 5 från urpremiären.

Macbeth var Verdis första opera byggd på ett drama av Shakespeare. Verdi ville tonsätta Hamlet och Stormen redan under 1840-talet. I decennier hade han även planer på att gripa sig an Kung Lear. Omkring 1850 meddelade han sin franske förläggare Escudier att han hade för avsikt att tonsätta Shakespeares viktigaste dramer som operor. Av de här planerna realiserades till sist tre operatonsättningar: Macbeth, Otello och Falstaff. De två sistnämnda tillkom i slutet av hans yrkesbana. Macbeth stammar däremot från Verdis 33:e levnadsår.

## Om operan
Verdi vågade sätta sig över traditionen och lät istället för ett kärleksdrama ett drama om samvete och maktpsykologi bli centralt för operan. Bland annat hör de olika scenerna med syner till de mest spännande och för sin tid modernaste partitursidorna i hela operahistorien. Macbeths monolog före mordet på kungen är i sig inget annat än ett ackompanjerande recitativ, en scen med inskjutna ariosopartier; men det handlar här inte bara om ett schablonmässigt recitativ. Redan genom dess ovanligt stora omfång avviker det från traditionen. Påfallande är den känslighet med vilken den musikaliska ackompanjemanget återspeglar minsta sinnesrörelse, varje tanke och stämningsnyans i texten. När man jämför librettot med Shakespeares original (akt I, scen 1), lägger man främst märke till texttroheten: enskilda ord, uttryck och beskrivande formuleringar är hämtade direkt från Shakespeare.

### Lady Macbeth

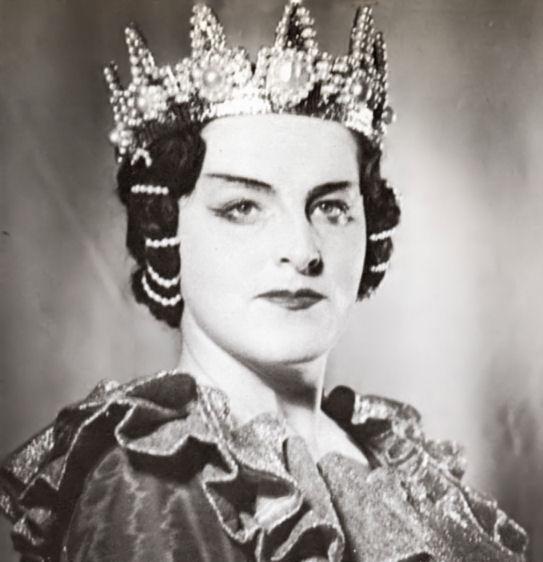
Birgit Nilsson som Lady Macbeth 1947

Gestaltningen av Lady Macbeth kvalfulla sömngångarscen (akt IV) krävde en innovativ lösning av tonsättaren. Varken en schablonmässig traditionell ariaform eller ett ändlöst recitativ skulle ha varit adekvat. Verdi var tvungen att finna ett mellanting mellan de båda formerna: ett brett upplagt arioso, inbäddad i en nästan symmetrisk ramform. Ett omfattande orkesterför- och efterspel riktar uppmärksamheten på den här scenens särskilda betydelse. Verdi etablerade här en av de viktigaste musikaliska byggstenarna - en karakteristisk melodi intar en viktig plats även i operans ouvertyr, där den symboliskt antyder frågan om skuld och botgöring. Själva situationen är även här nästan ordagrant hämtad från Shakespeare (akt V, scen 1), där läkaren och kammarfrun blir ofrivilliga vittnen till Lady Macbeths omedvetna självavslöjande och tragiska sammanbrott.

### Häxorna
Till operans visionära plan hör även häxorna. Hos Verdi är de konsekvent disponerade som en trestämmig kvinnokör (tonsättaren krävde ursprungligen arton röster för den här gruppen). Verdi betraktade häxorna som operans "tredje huvudperson", vid sidan om Macbeth och hans hustru. Deras ensemble präglades redan i originalversionen av en egenartad tonfärgsblandning med groteska, gälla klangfärger. Verdi försökte i sin framställning av den här andevärlden avsiktligt betona de mefistofeliska dragen.

### Folket
Folket intar inte någon väsentlig roll i Shakespeares drama. Men vid tiden för de italienska enhetssträvandena ville Verdi, av såväl inre som yttre nödvändighet, låta åtminstone en stor körscen ingå i verket. Han förlade den till fjärde aktens början. Men i bearbetningen av operan från 1865 hade den nykomponerade kören lämnat den patriotiska aktualiteten i originalversionen från 1847 långt bakom sig. Här handlar det om mänskligt lidande i allmänhet.

## Roller
- Duncan, Skottlands kung (stum roll)
- Macbeth, fältherre i Duncans armé (baryton)
- Banquo, fältherre i Duncans armé (bas)
- Lady Macbeth (sopran)
- Lady Macbeths kammarjungfru (mezzosopran)
- Macduff, skotsk adelsman, Fifes härskare (tenor)
- Malcolm, Duncans son (tenor)
- Fleance, Bancos son (stum roll)
- En läkare (bas)
- Sicario och Araldo, mördare (basar)
- En härold (bas)
- Hecate, nattens gudinna (stum roll)
- Häxor, kungens budbärare, skotska adelsmän och flyktingar, lejda mördare, engelska soldater, barder, andar och gengångare (kör)

## Handling
Operan utspelas i Skottland omkring 1040, huvudsakligen på Macbeths slott.
Akt I
Scen 1
Skogen. Efter ett segerrikt slag möter de båda skotska fältherrarna Macbeth och Banquo tre spökgestalter på en hed, som säger sig vara häxor. De förutspår Macbeth, den nuvarande Thane av Glamis, att han även kommer att bli Thane av Cawdor och slutligen kung av Skottland. Banquo förutspås däremot att bli far till kungar. Den första profetian blir snart uppfylld. Macbeth får genast av kung Duncans sändebud veta att han har utsetts till ny Thane av Cawdor.
Scen 2
En sal i Macbeths slott i Inverness. Lady Macbeth får genom ett brev från maken vetskap om profetian, och samtidigt kommer ett meddelande om att kung Duncan samma kväll vill övernatta på slottet. Då Macbeth är hemma igen enas han och hans hustru genast om att kungen måste dö. Macbeth utför själv mordet men vägrar gå tillbaka och lägga dolken på ett sådant ställe att misstanken faller på tjänarna. I hans ställe går lady Macbeth in och återvänder med blodbesudlade händer efter att ha smetat blod på kungens soldater. På morgonen kommer Macduff och Banquo för att väcka kungen men kommer skakade ut igen och berättar till allas fasa att han har blivit mördad.
Akt II
Scen 1
En sal i Macbeths slott. Macbeth och lady Macbeth utropas till kung och drottning men Macbeth kan inte glädjas över sin kungavärdighet. Han kan inte glömma häxornas ord om att Banquo skall grunda en kungadynasti. Därför lejer han hantlangare som skall mörda Banquo och hans son Fleance.
Scen 2
Lunden. I fjärran syns Macbeths slott. Lejda mördar dödar Banquo, men Fleance lyckas undkomma.
Scen 3
Praktsalen i Macbeths slott. Som ny kung av Skottland anordnar Macbeth och hans hustru en fest för rikets ädlingar. Men den kungliga festen blir ett fiasko. När Macbeth får reda på mordet på Banquo och Fleances flykt, hemsöks han av sitt dåliga samvete. Han ser Banquos ande i sin stol och förlamas av en skräck som gästerna inte förstår.
Akt III
En mörk håla. Macbeth, som känner sig osäker och fruktar sina egna dåd, återvänder till platsen där han mötte häxorna, för att be dem berätta om hans fortsatta öde. Han får veta att ingen av kvinna född kan skada honom och att han skall härska ända tills Birnams skog går till angrepp. Han blir också varnad för en av sina thaner, Macduff. På frågan om Banquos efterkommande, förevisas han ett helt galleri av kungar. Det barnlösa äkta paret känner sig bedragna på sin framtid. De låter utrota hela Macduffs familj, såväl kvinnor som barn.
Akt IV
Scen 1
Ett öde område vid gränsen mellan Skottland och England. Macduff, som har förlorat sin familj, och Malcolm, den mördade kungens son, har ställt upp en här och tågar mot Macbeth.
Scen 2
En sal i slottet. Lady Macbeth irrar nattetid omkring i slottet, hennes dåliga samvete lämnar henne ingen ro. Hon övervakas av en läkare och en hovdam. Av hennes ord och åtbörder framgår det att hon är delaktig i mordet på kungen. Hennes samvete plågar henne till döds.
Scen 3
En sal i slottet. Macbeth grips också av samvetskval och konstaterar att han inte har vunnit något på sin illgärning.
En hovdam kommer och meddelar honom att lady Macbeth är död, och samtidigt tar han emot underrättelsen om att Malcolm tågar mot honom med engelskt bistånd.
Scen 4
En vidsträckt slätt. Macbeth möter Macduffs och Malcolms här. Men även Birnams skog rycker fram mot honom: det är fienden som bär trädgrenar framför sig som kamouflage. Macbeth dödas av Macduff, som inte är av kvinna född, eftersom han föddes med kejsarsnitt. Malcolm utropas till ny kung

## Inspelningar (urval)
- Macbeth. Renato Bruson, Mara Zampieri, James Morris, Dennis O'Neill, Orchester der Deutschen Oper Berlin, Giuseppe Sinopoli, dirigent. Philips 475 8393. 3 CD.[3]